# Riccardo Chicco
Riccardo Chicco (Torino, 25 maggio 1910 – Torino, 21 giugno 1973) è stato un pittore e docente italiano.

## Biografia
Riccardo Chicco nasce da una famiglia di mercanti imprenditori legati ad una delle più importanti industrie agricole dell'Ottocento piemontese: la bachicoltura. Appena nato è colpito da una grave infermità all'anca che lo costringerà ad anni di immobilità e ad un futuro di claudicazione.
Il padre, Pietro, proprietario di filande per la produzione di seta greggia, gestiva rapporti d'affari con tutta l'Europa. La madre, Maria Elisabetta, aveva origini albesi, era di vent'anni più giovane del marito e possedeva un'educazione cattolica collegiale. Sarà lei ad incoraggiare e guidare il figlio nei primi esperimenti di disegno, per alleviare il tedio delle lunghe giornate di malattia.
La formazione scolastica giovanile avviene nei collegi religiosi torinesi dei quali avversa la rigida educazione.
Nel 1922 è allievo di Vittorio Cavalleri esponente della scuola tradizionale paesaggistica. Cavalleri, con il suo sperimentalismo tecnico-pittorico, lo introdurrà alla comprensione della funzione tonale della luce.
Dal 1925 al 1928 viene accolto nell'atelier di Giovanni Grande, pittore e ceramista, collaboratore della manifattura di ceramiche artistiche Lenci. Chicco riconoscerà sempre un debito particolare verso Grande e verso il suo insegnamento.
Nel 1928 entra a far parte della scuola torinese di Felice Casorati, indiscusso punto di riferimento della pittura torinese di inizio novecento; nello studio di Casorati resterà tre anni, incontrandovi accanto ai veterani come Daphne Maugham e Nella Marchesini, i giovani, coetanei o quasi: Cremona, Bonfantini, Avondo, Galvano, Martina, Paola Levi Montalcini.
In questo periodo stringe amicizia anche con Spazzapan, Cino Bozzetti, Velso Mucci, Mino Maccari.
Nel 1931 lascia lo studio di Casorati ed esordisce alla Società Promotrice di Belle Arti trasformata in quegli anni 
nella "Esposizione sindacale fascista della Società promotrice delle Belle Arti" dal processo di fascistizzazione della 
vita culturale torinese.
Dalla seconda metà degli anni Trenta soggiorna a Londra, a Parigi, presso la scuola di copia del Louvre, a Vienna ed a Monaco, presso l'Alte Pinakothek.
Dal 1938 al 1942 partecipa alla Mostra del Sindacato Nazionale Fascista Belle Arti di Milano. In contrapposizione al classicismo monocromatico di Casorati, è portatore di un istintivo espressionismo che matura presto al contatto diretto con i pittori d’oltralpe, espressionisti e fauvisti.

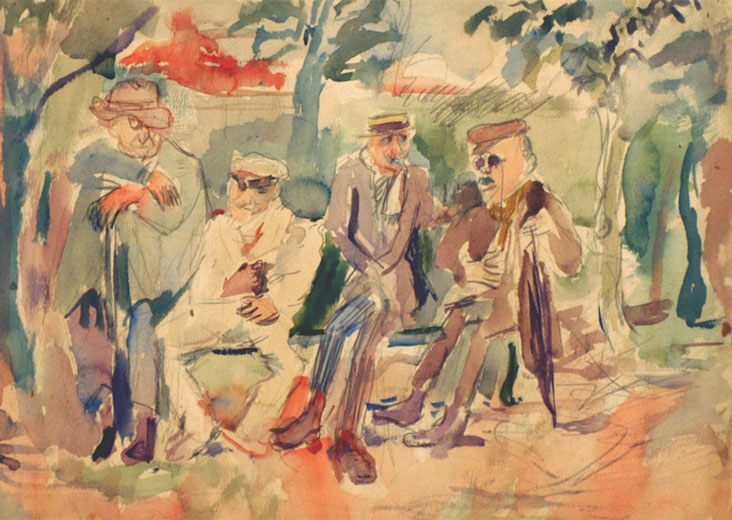
Riccardo Chicco
Pensionati a Rapallo, 1960-65, tempera

Durante la Seconda guerra mondiale, dopo una iniziale neutralità, entra in contatto con la Resistenza e viene arrestato perché sospettato di essere una spia inglese.
Nel marzo del 1946 realizza la sua prima mostra personale alla Galleria del Bosco di Torino con una presentazione del suo maestro, Felice Casorati. 
Nel 1948, nel 1950 e nel 1956 espone alla Biennale di Venezia.
Nel 1950 partecipa all'esposizione nazionale torinese "I pittori di Bardonecchia" nella Galleria della Gazzetta del Popolo.
Dalla la metà degli anni ’50 a quella dei ’60 compie frequenti soggiorni in liguria: Genova, La Spezia, Rapallo, Bordighera, Diano Marina e Albisola dove si occupa molto di ceramica e di mosaico.
Tra il 1951 ed 1963 le sue opere ricevono numerosi riconoscimenti di livello locale e nazionale e dal 1963 
sarà presente alla Triennale di Milano.
Fondatore e precettore della Scuola di Via Cavour a Torino dove crebbe giovani di talento, affianca
all'attività di pittore quella di educatore come insegnante di storia dell'arte nei licei classici torinesi ed anche come
divulgatore televisivo per la RAI in un breve ciclo di trasmissioni dal titolo "L'Arte di guardare un quadro" 
andate in onda nell'estate del 1961.
Muore a Torino il 21 giugno 1973.